# A.K.A. I-D-I-O-T
A.K.A. I-D-I-O-T är en EP av det svenska rockbandet The Hives, släppt 1998. Titelspåret är hämtat från albumet Barely Legal.

## Låtlista
1. "A.K.A. I-D-I-O-T" - 2:15
2. "Outsmarted" - 2:14
3. "Untutored Youth" - 1:35
4. "Fever" - 2:15
5. "Mad Man" - 2:38
6. "Numbers" - 1:58